# Cardamine
Cardamine L., 1753 è un genere di piante spermatofite dicotiledoni appartenenti alla famiglia delle Brassicacee, dall'aspetto di piccole erbacee con i petali dei fiori disposti a croce.

## Etimologia
Il nome del genere (Cardamine) potrebbe derivare da due parole greche: Kardia (=cuore) e Damào (=addomesticare), questo in riferimento ad alcune proprietà medicinali (cardiotoniche) che anticamente si credeva che le piante di questo genere possedessero. In effetti nella Grecia antica con Kardamine, il medico, botanico e farmacista Dioscoride Pedanio (Anazarbe in Cilicia, 40 circa - 90 circa) indicava diverse piante che noi oggi possiamo identificare con il crescione (probabilmente si tratta del Cardamine pratensis – billeri dei prati o cardamine dei prati) comune in tutta Europa e anche nel nord della Grecia.

Il nome di Dentaria (la prima denominazione in senso cronologico del genere di queste piante) venne definito dal botanico francese Joseph Pitton de Tournefort (5 giugno 1656 - 28 dicembre 1708). Questo nome venne scelto per la somiglianza di certe protuberanze del rizoma con i denti. Ma altre dizioni fanno pensare ad una derivazione dal latino (Dens= dente) con riferimento alle sue presunte capacità di cura del mal di denti, ma anche alla fitta dentatura del margine fogliare.

## Morfologia

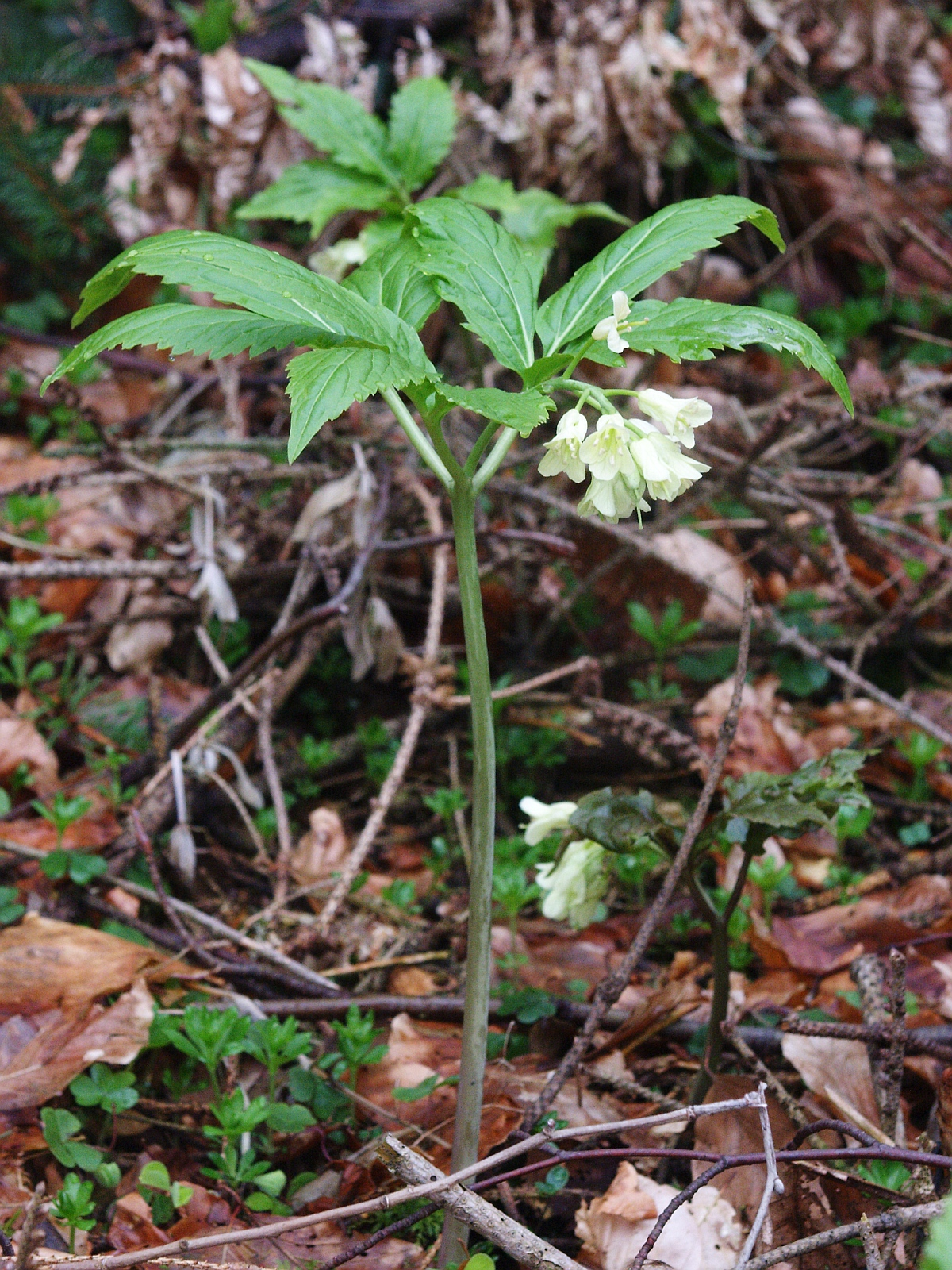
Il portamento (Cardamine enneaphyllos)

Sono piante annuali, bienni o perenni, dall'aspetto eretto ma anche prostrato e di altezza media compresa tra pochi centimetri e il metro (questo soprattutto per le specie europee). La forma biologica è quasi totalmente geofita rizomatosa (G rhiz) per il sottogenere Dentaria, mentre oscilla tra emicriptofita scaposa (H scap) e terofita scaposa (T scap) per il sottogenere Cardamine.

### Radici
Quasi sempre le radici sono secondarie da rizoma.

### Fusto
- Parte ipogea: in buona parte delle specie la parte sotterranea consiste in un rizoma, più grosso e accentuato nelle specie del sottogenere Dentaria.
- Parte epigea: la parte aerea è eretta o ascendente; il fusto è semplice (o poco ramoso) e con poche foglie.

### Foglie

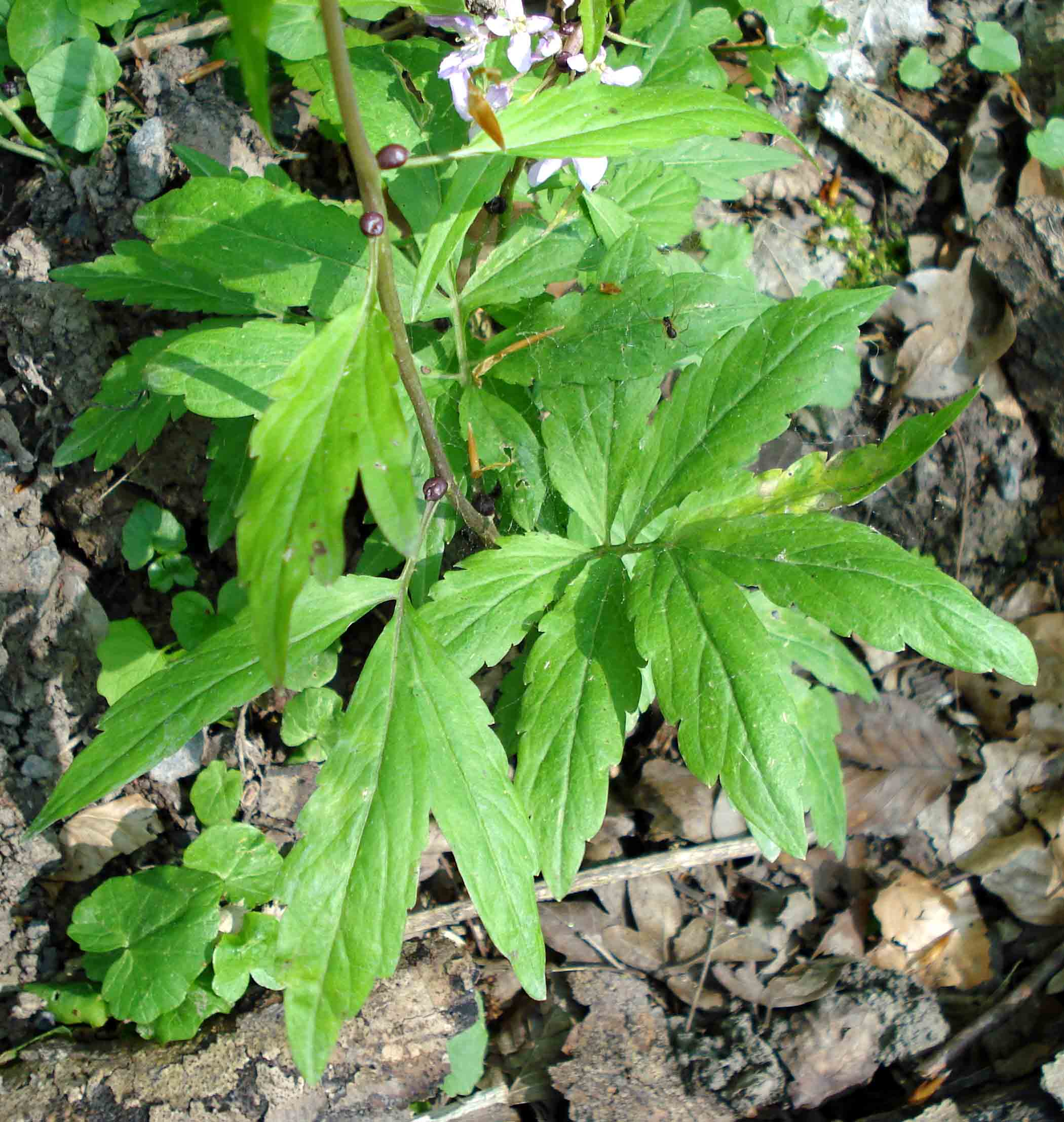
Le foglie (Cardamine bulbifera)

Le foglie sono sia basali che cauline e possono avere varie forme: semplici o composte (pennate e palmate) a lamina ovale, lanceolata o orbicolare. La disposizione lungo il fusto delle foglie cauline può essere di tipo alterno o verticillato.

### Infiorescenza

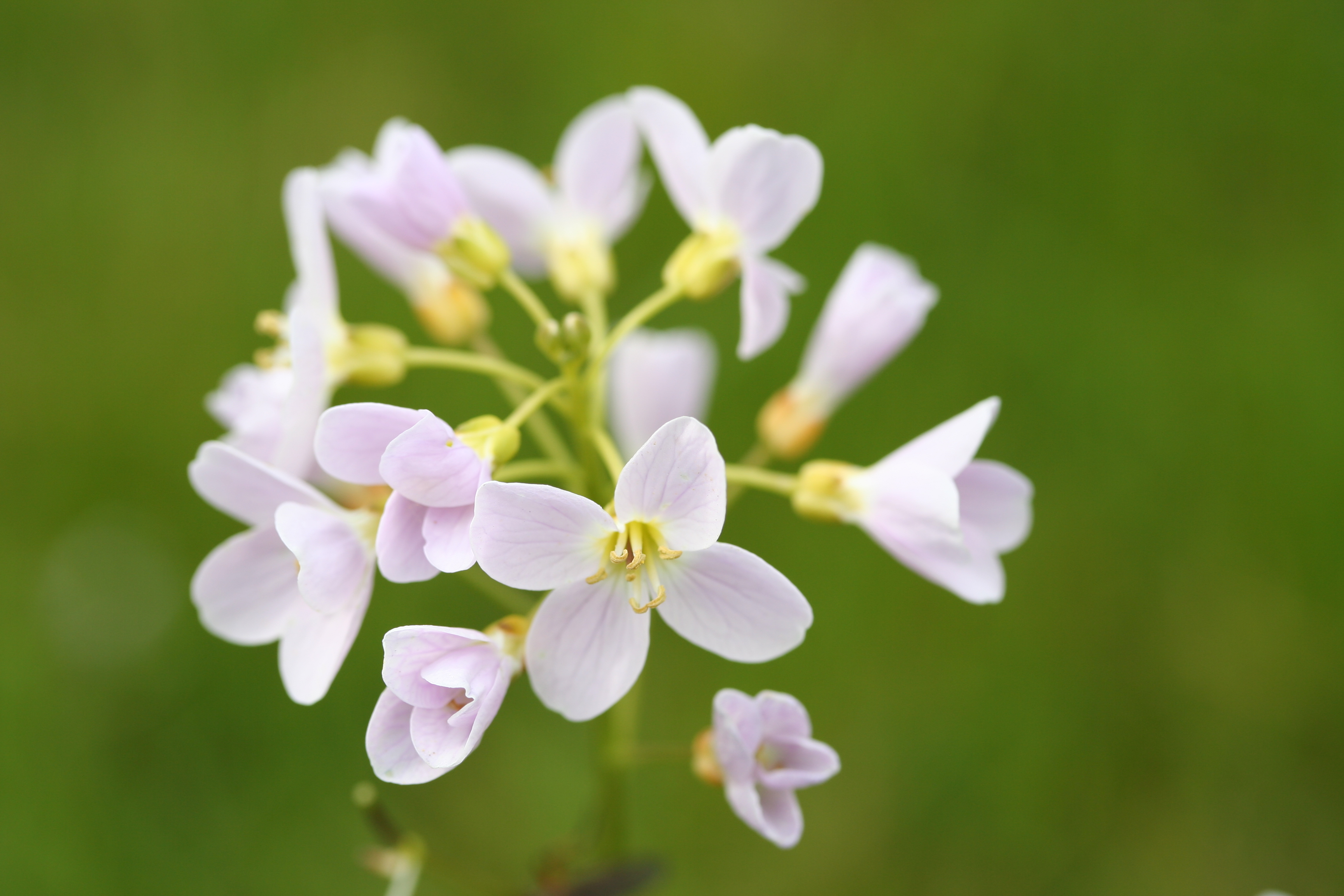
Infiorescenza (Cardamine pratensis)

L'infiorescenza in genere è formata da diversi fiori riuniti in corimbi o racemi terminali.
I fiori sono ermafroditi, dialipetali, attinomorfi e tetrameri (calice e corolla composti da 4 parti).
- Formula fiorale:

* K 2+2, C 4, A 2+4, G 2 (supero)
- Calice: i sepali sono quattro (2+2) liberi (dialisepali) in croce; sono saccati e normalmente di colore verde.
- Corolla: i petali sono quattro liberi (dialipetali) anche questi in croce di colore rosato, porporino, violaceo o bianco e sono inoltre ben evidenti rispetto al calice e di forma “unguiculata” (i petali alla base sono provvisti di un prolungamento, tipo unghia, tramite il quale si inseriscono nel ricettacolo) e arrotondati all'apice.
- Androceo: gli stami sono 6 (due dei quali sono più corti = “tetradinami”) con antere generalmente gialle.
- Gineceo: lo stilo è unico e semplice con stimma capitato (senza rigonfiamenti laterali) su un ovario supero sincarpico bicarpellare (formato cioè da due carpelli saldati tra di loro).

### Frutti

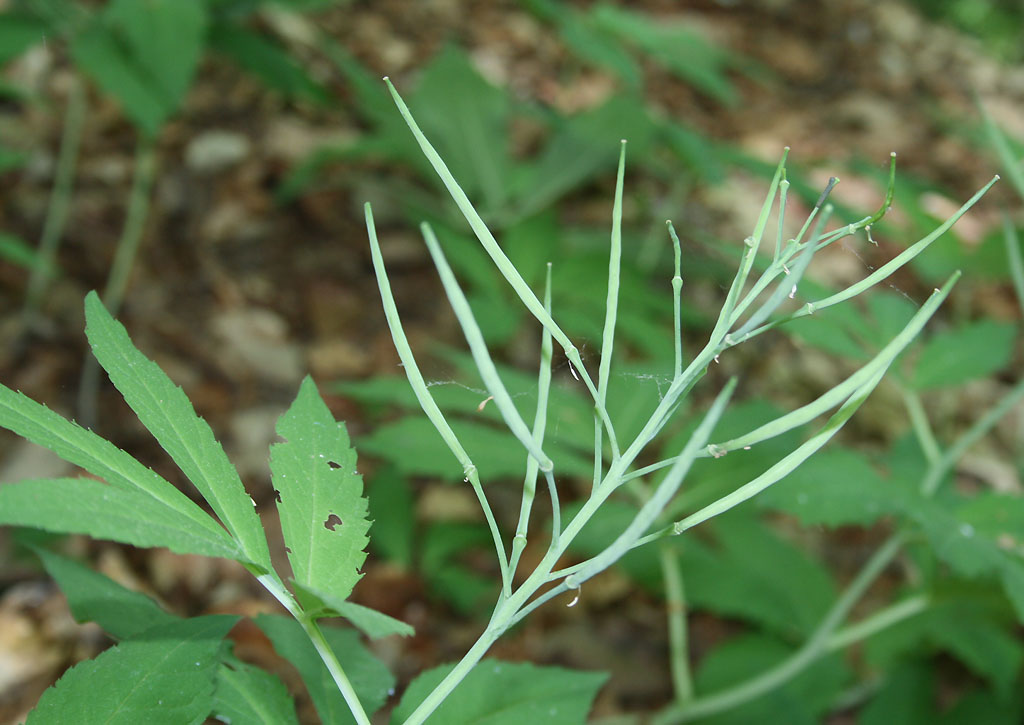
I frutti (Cardamine heptaphylla)

Il frutto è una siliqua (molto più lunga che larga) eretta, semplice (non è articolata) a due valve piane. Le valve) sono disposte longitudinalmente, sono strette e senza nervature (è presente un nervo, ma quasi indistinto). In fase di deiscenza si aprono di scatto, a volte attorcigliandosi su sé stesse. All'interno del frutto si trovano, disposti linearmente, numerosi (da 20 a 100) piccoli semi.

Non tutte le specie si riproducono attraverso i semi contenuti nel frutto; alcune come la Cardamine bulbifera generano all'ascella delle foglie superiori dei bulbetti globosi, piriformi, violacei scuri che a fine infiorescenza diventano neri e alla fine cadono a terra per germogliare nella stagione successiva: questi quindi sono veri e propri organi di moltiplicazione vegetativa (propagazione clonale).

## Distribuzione e habitat
La diffusione di questo genere è abbastanza globale, infatti la maggioranza delle sue specie sono native delle zone temperate e fredde di entrambi gli emisferi (dalle regioni boreali alla Patagonia, compresa l'Asia occidentale e centrale). In Italia è presente su tutto il territorio. In particolare della trentina e più di specie spontanee delle nostra flora, almeno una ventina vivono sull'arco alpino. La tabella seguente mette in evidenza alcuni dati relativi all'habitat, al substrato e alla diffusione delle specie alpine.
| Specie                        | Comunità vegetali | Piani vegetazionali         | Substrato | pH            | Livello trofico | H2O     | Ambiente | Zona alpina                          |
| ----------------------------- | ----------------- | --------------------------- | --------- | ------------- | --------------- | ------- | -------- | ------------------------------------ |
| C. amara                      | 7                 | collinare montano subalpino | Ca Si     | neutro        | medio           | bagnato | D1 D2    | tutto l'arco alpino                  |
| C. asarifolia                 | 7                 | montano subalpino           | Si        | acido         | medio           | bagnato | D1 D2    | CN TO CO BG SO BS TN                 |
| C. bellidifolia subsp. alpina | 8                 | alpino                      | Si        | acido         | basso           | umido   | F6       | tutto l'arco alpino (escl. UD BG)    |
| C. bulbifera                  | 14                | collinare montano           | Ca Si     | neutro        | alto            | medio   | I2       | tutto l'arco alpino (escl. BZ AO)    |
| C. enneaphyllos               | 14                | collinare montano           | Ca Ca-Si  | neutro-basico | alto            | medio   | I2       | tutto l'arco alpino (escl. BZ AO)    |
| C. flexuosa                   | 7                 | collinare montano           | Ca Si     | neutro        | alto            | umido   | D1 D2    | tutto l'arco alpino (escl. TO)       |
| C. hayneana                   | 7                 | collinare                   | Ca-Si Si  | neutro        | medio           | medio   | E1 F3    | TO VC NO VA CO BG TN BL              |
| C. heptaphylla                | 14                | collinare montano           | Ca Ca-Si  | neutro-basico | alto            | medio   | I2       | BG BS TN BZ BL UD                    |
| C. hirsuta                    | 2                 | collinare montano           | Ca Ca-Si  | neutro        | alto            | medio   | B1 B2 B7 | tutto l'arco alpino                  |
| C. impatiens                  | 14                | collinare montano           | Ca Si     | neutro        | alto            | medio   | I2       | tutto l'arco alpino                  |
| C. kitaibelii                 | 14                | collinare montano           | Ca Ca-Si  | neutro-basico | alto            | medio   | I2       | CN VC NO VA BG                       |
| C. parviflora                 | 11                | collinare                   | Ca Si     | neutro        | medio           | umido   | A4 B5    | VC BG BS SO                          |
| C. pentaphyllos               | 14                | montano                     | Ca Ca-Si  | neutro-basico | alto            | umido   | I2       | tutto l'arco alpino (escl. NO VA CO) |
| C. plumieri                   | 3                 | subalpino alpino            | Si        | acido         | basso           | secco   | C2 C3    | CN TO AO VC NO CO                    |
| C. pratensis                  | 11                | collinare montano           | Ca Si     | neutro        | alto            | umido   | F3       | tutto l'arco alpino (escl. AO VA TN) |
| C. resedifolia                | 3                 | alpino                      | Si        | acido         | basso           | medio   | C2 C3    | tutto l'arco alpino                  |
| C. rivularis                  | 7                 | subalpino                   | Ca Si     | acido         | basso           | umido   | E1 F3    | NO CO SO BS TN BZ UD                 |
| C. trifolia                   | 14                | montano                     | Ca Ca-Si  | neutro-basico | alto            | medio   | I2       | BS TN BL UD                          |
| C. udicola                    | 6                 | collinare                   | Ca Si     | neutro        | alto            | umido   | A3 E1    | TN                                   |

Legenda e note alla tabella.

Per il “substrato” con “Ca-Si” si intendono rocce di carattere intermedio (calcari silicei e simili); vengono prese in considerazione solo le zone alpine del territorio italiano (sono indicate le sigle delle province).
Comunità vegetali:
2   = comunità terofiche pioniere nitrofile
3   = comunità delle fessure, delle rupi e dei ghiaioni
6   = comunità delle megaforbie acquatiche
7   = comunità delle paludi e delle sorgenti
8   = comunità delle vallette nivali alpine
11  = comunità delle macro- e megaforbie terrestri
14  = comunità forestali

Ambienti:
A3 = ambienti acquatici come rive, stagni, fossi e paludi
A4 = ambienti umidi, temporaneamente inondati o a umidità variabile
B1 = campi, colture e incolti
B2 = ambienti ruderali, scarpate
B5 = rive, vicinanze corsi d'acqua
B7 = parchi, giardini, terreni sportivi
C2 = rupi, muri e ripari sotto roccia
C3 = ghiaioni, morene e pietraie
D1 = sorgenti e cadute d'acqua
D2 = bordi dei ruscelli
E1 = paludi e torbiere basse
F3 = prati e pascoli mesofili e igrofili
F6 = vallette nivali
I2 = boschi di latifoglie

## Tassonomia
La famiglia delle Brassicaceae (assieme alle Asteraceae) è una delle più numerose delle angiosperme, diffusa principalmente nella fascia temperata e fredda del nostro globo. Il genere Cardamine comprende fino a 150 specie, una trentina delle quali sono presenti spontaneamente sul territorio italiano.

Il Sistema Cronquist assegna la famiglia delle Brassicaceae all'ordine Capparales mentre la moderna classificazione APG la colloca nell'ordine delle Brassicales.
Il genere Cardamine appartiene alla tribù delle Arabideae le cui specie sono caratterizzate dall'avere una radichetta “accombente”, ossia che rimane ancorata ai cotiledoni e quindi si sviluppa lungo la linea di separazione degli stessi.
Questo genere non ha sempre avuto l'attuale struttura tassonomica. Inizialmente, con Linneo, furono formati due generi distinti chiamati Dentaria e Cardamine poi in seguito riuniti in un unico genere (Cardamine) considerandolo comunque abbastanza polimorfo. Dal punto di vista morfologico le due sezioni (Cardamine e Dentaria) differiscono in quanto le seconde hanno i semi provvisti di una largo ed alato funicolo o peduncolo (cotiledoni peduncolati); si distinguono inoltre per l'habitat abbastanza caratteristico (frequentano i boschi di latifoglie – soprattutto faggete su un substrato abbastanza ricco di sostanze nutrienti) e per la precoce fioritura. In realtà solo nelle specie europee, le due sezioni, presentano dei caratteri morfologici abbastanza riconoscibili, mentre non altrettanto avviene per le specie del Nuovo Mondo dove presentano una notevole convergenza strutturale. In effetti recenti studi filogenetici hanno dimostrato come non ci sia nessun supporto per una monofilia delle due sezioni (vedi albero filogenetico sotto riportato).

### Specie spontanee della flora italiana
Per meglio comprendere ed individuare le varie specie del genere (solamente per le specie spontanee della nostra flora) l'elenco che segue utilizza in parte il sistema delle chiavi analitiche.
- SOTTOGENERE Dentaria (L.) Hook.f. : i petali sono più lunghi di 11 mm (fino a 22 mm); il rizoma è molto evidente con delle scaglie; le foglie sono composte da segmenti lanceolati piuttosto grandi (oltre 5 cm di lunghezza); il margine fogliare è seghettato; la siliqua ha un diametro fino a 5 mm;
  - SEZIONE A: le foglie sono divise in modo pennato:
    - Gruppo 1A : le foglie sono disposte in verticillo di 3-5 elementi;

- Cardamine kitaibelii Becherer – Dentaria di Kitaibel : i petali della corolla sono di colore giallo molto chiaro; l'altezza della pianta va da 3 a 7 dm; il ciclo biologico è perenne; la forma biologica è geofita rizomatosa (G rhiz); il tipo corologico è Orofita-Illirico (Anfiadriatico); l'habitat tipico sono le faggete umide in zone con elevata piovosità; la diffusione sul territorio italiano è ampia ma abbastanza discontinua, essendo presente nelle Alpi Centrali, sui rilievi della Liguria centro-occidentale e lungo la catena appenninica fino alla Sila, ma assente nelle Alpi orientali, in gran parte dell'arco alpino occidentale, in Puglia e nelle isole, vegeta ad una altitudine compresa tra i 400 a 1600 m s.l.m..

- Gruppo 1B :  le foglie sono disposte in modo alterno;

- Gruppo 2A : il rizoma è privo delle scaglie; sono presenti dei stoloni striscianti; le foglie cauline hanno dei segmenti minori di 1 cm;

- Cardamine pratensis L. – Billeri dei prati : l'altezza della pianta va da 2 a 4 dm; il ciclo biologico è perenne; la forma biologica è emicriptofita scaposa (H scap); il tipo corologico è Europeo; l'habitat tipico sono i prati umidi torbosi e boschi igrofili; sul territorio italiano questa pianta è presente soprattutto al nord ad una altitudine fino a 1700 m s.l.m..

- Gruppo 2B : il rizoma è coperto da scaglie triangolari; le foglie cauline hanno dei segmenti più lunghi di 1 cm;

- Cardamine bulbifera (L.) Crantz – Dentaria minore : le foglie cauline portano all'ascella dei bulbilli; le foglie superiori sono semplici; l'altezza della pianta va da 3 a 6 dm; il ciclo biologico è perenne; la forma biologica è geofita rizomatosa (G rhiz); il tipo corologico è Pontico - Centroeuropeo; l'habitat tipico sono le faggete e i castagneti; la diffusione sul territorio italiano è abbastanza continua (escluse le isole) ad una altitudine da 200 a 1300 m s.l.m..
- Cardamine heptaphylla (Vill.) O.E.Schultz – Dentaria pennata : non sono presenti i bulbilli; le foglie sono tutte composte; l'altezza della pianta va da 3 a 7 dm; il ciclo biologico è perenne; la forma biologica è geofita rizomatosa (G rhiz); il tipo corologico è Subatlantico – SW Europeo; l'habitat tipico sono i boschi misti di faggio e abete bianco; la diffusione sul territorio italiano è abbastanza continua (escluse le isole) ad una altitudine da 500 a 1500 m s.l.m..

- SEZIONE B:  le foglie sono divise in modo palmato;

- Cardamine enneaphyllos (L.) Crantz – Dentaria a 9 foglie : le foglie cauline sono raccolte in un verticillo di tre elementi con ognuno tre segmenti; l'altezza della pianta va da 2 a 4 dm; il ciclo biologico è perenne; la forma biologica è geofita rizomatosa (G rhiz); il tipo corologico è SE Europeo (Anfiadriatico); l'habitat tipico sono li boschi di latifoglie e aghifoglie; la diffusione sul territorio italiano è discontinua ad una altitudine da 300 a 1600 m s.l.m..
- Cardamine pentaphyllos (L.) Crantz – Dentaria a 5 foglie : le foglie cauline sono divise in 5 elementi e a disposizione alterna lungo il fusto; l'altezza della pianta va da 3 a 5 dm; il ciclo biologico è perenne; la forma biologica è geofita rizomatosa (G rhiz); il tipo corologico è Orofita – SW Europeo; l'habitat tipico sono i boschi di faggio con suolo ben nutrito; la diffusione sul territorio italiano è solo al nord ad una altitudine da 400 a 1200 m s.l.m.

- SOTTOGENERE Cardamine: i petali sono lunghi fino a 10 mm circa; le piante non hanno un rizoma, oppure non è molto evidente ed è privo di scaglie; le foglie sono composte da segmenti lanceolati non molto grandi (massimo 2 cm di lunghezza); il margine fogliare è perlopiù intero; la siliqua ha un diametro fino a 2 mm;
  - SEZIONE A: le foglie basali sono semplici;
    - Gruppo 1A : la lamina fogliare è del tipo reniforme, ed è lunga oltre 2 cm; il rizoma ha un andamento orizzontale; i fusti sono alti più di 20 cm;

- Cardamine asarifolia L. – Billeri rotondifoglio : l'altezza della pianta va da 3 a 4 dm; il ciclo biologico è perenne; la forma biologica è emicriptofita scaposa (H scap); il tipo corologico è Orofita – SW Europeo; l'habitat tipico sono le rive dei ruscelli alpini; in Italia è presente al nord-ovest ad una altitudine compresa tra 500 e 2000 m s.l.m..

- Gruppo 1B : la lamina fogliare è del tipo ovato o ederiforme, ed è lunga meno di 1 cm; la pianta non possiede un rizoma orizzontale; i fusti sono alti meno di 20 cm;

- Cardamine bellidifolia L. – Billeri alpina : il fusto è eretto; le foglie cauline sono semplici; i petali sono lunghi da 3 a 5 mm; l'altezza della pianta va da 3 a 7 dm; il ciclo biologico è perenne; la forma biologica è emicriptofita scaposa (H scap); il tipo corologico è (Circumboreale) Artico-Alpino; l'habitat tipico sono le piccole valli nivali; in Italia è presente solo sulle Alpi ad quote elevate comprese tra 2000 e 3080 m s.l.m..
- Cardamine resedifolia L. – Billeri pennato : il fusto è eretto; le foglie cauline sono pennatosette; i petali sono lunghi da 3 a 5 mm; l'altezza della pianta va da 2 a 7 cm; il ciclo biologico è perenne; la forma biologica è emicriptofita scaposa (H scap); il tipo corologico è Orofita – Sud Europeo; l'habitat tipico sono le ghiaie, le pietraie e i macereti; in Italia è presente sulle Alpi e in parte sugli Appennini settentrionali ad una altitudine compresa tra 1500 e 2600 m s.l.m..
- Cardamine plumieri Vill. – Billeri di Plumier : il fusto è strisciante; i petali sono lunghi da 6 a 8 mm; l'altezza della pianta va da 5 a 20 cm; il ciclo biologico è biennale; la forma biologica è emicriptofita scaposa (H scap); il tipo corologico è Orofita – Nord Mediterraneo; l'habitat tipico sono le rupi in ambiente umido; in Italia è presente al nord-ovest ad una altitudine compresa tra 500 e 2200 m s.l.m..

- SEZIONE B: le foglie basali sono completamente divise in modo 3-fogliato; le foglie cauline sono ridotte oppure assenti;

- Cardamine trifolia L. – Billeri a 3 foglie : l'altezza della pianta va da 8 a 18 cm; il ciclo biologico è biennale; la forma biologica è emicriptofita rosulata (H ros); il tipo corologico è Est Alpino - Dinarico; l'habitat tipico sono i boschi subalpini di faggio e abete bianco; in Italia è presente nelle Alpi orientali e Appennini settentrionali ad una altitudine compresa tra 300 e 1500 m s.l.m..

- SEZIONE C: le foglie basali sono del tipo imparipennato con almeno 5 segmenti; le foglie cauline sono sempre presenti e ben sviluppate; sulle foglie sono presenti delle orecchiette basali amplessicauli;

- Gruppo 1A : i petali sono lunghi meno di 3 mm e possono anche mancare; le foglie basali sono composte da molti segmenti (13 – 19);

- Cardamine impatiens L. – Billeri comune : l'altezza della pianta va da 1 a 5 dm; il ciclo biologico è annuo; la forma biologica è terofita scaposa (T scap); il tipo corologico è Eurasiatico; l'habitat tipico sono le radure dei boschi di latifoglie; in Italia è presente su quasi tutto il territorio ad una altitudine compresa tra 400 e 1300 m s.l.m..

- Gruppo 1B : i petali sono lunghi più di 4 mm; le foglie basali sono composte da molti segmenti, al massimo 11;

- Gruppo 2A : il colore dei petali è roseo; la lamina delle foglie è delicata;

- Cardamine chelidonia L. – Billeri celidonia : l'altezza della pianta va da 2 a 4 dm; il ciclo biologico è annuo; la forma biologica è terofita scaposa (T scap); il tipo corologico è Subendemico; l'habitat tipico sono i boschi di faggete; in Italia è presente al centro e al sud fino a 1500 m s.l.m..

- Gruppo 2B : il colore dei petali è bianco; la lamina delle foglie è normalmente robusta;

- Cardamine resedifolia L. – Billeri pennato : le foglie basali sono composte al massimo da 5 segmenti a margine intero lunghi fino a 6 mm; le silique sono larghe 1 mm e lunghe 10-22 mm; (vedere Sezione A, Gruppo1B).
- Cardamine graeca L. – Billeri greco : le foglie basali sono composte da 9 - 11 segmenti a margine lobato lunghi quanto larghi (10 x 12 mm); le silique sono larghe 4 mm e lunghe 35-50 mm; l'altezza della pianta va da 1 a 2 dm; il ciclo biologico è annuo; la forma biologica è terofita scaposa (T scap); il tipo corologico è Nord Mediterraneo; l'habitat tipico sono gli incolti ombrosi e pendii sassosi; in Italia è presente al centro e al sud da 500 a 1500 m s.l.m..
- Cardamine monteluccii Brilli-Catt. & Gubellini (1986) : (qui potrebbe trovare posto questa nuova specie endemica della Sicilia trovata recentemente).

- SEZIONE D:  le foglie basali sono del tipo imparipennato con almeno 5 segmenti; le foglie cauline sono sempre presenti e ben sviluppate; le foglie sono prive delle orecchiette basali amplessicauli; i petali sono lunghi più o meno come il calice;

- Gruppo 1A : la pianta è glabra; non è presente una rosetta basale; i segmenti delle foglie sono diverse volte più lungi che larghi;

- Cardamine parviflora L. – Billeri a fiori piccoli : l'altezza della pianta va da 7 a 30 cm; il ciclo biologico è annuo; la forma biologica è terofita scaposa (T scap); il tipo corologico è Eurosiberiano; l'habitat tipico sono le zone fangose periodicamente inondate o anche gli alvei fluviali; in Italia è presente in modo discontinuo al nord e al centro fino a 600 m s.l.m..

- Gruppo 1B : la pianta è sparsamente pelosa; le foglie inferiori formano una rosetta basale; i segmenti delle foglie sono al massimo 2 volte più lungi che larghi;

- Cardamine hirsuta L. – Billeri primaticcio : le foglie cauline sono poche e più piccole di quelle basali; i peduncoli dei fiori sono lunghi al massimo 2 mm; l'altezza della pianta va da 3 a 25 cm; il ciclo biologico è annuo; la forma biologica è terofita scaposa (T scap); il tipo corologico è Cosmopolita; l'habitat tipico sono gli incolti, i sentieri e zone vicinie alla abitazioni; in Italia è presente su tutto il territorio fino a 1400 m s.l.m..
- Cardamine flexuosa With. – Billeri flessuoso : le foglie cauline sono una decina e sono uguali o più grandi di quelle basali; i peduncoli dei fiori sono lunghi più di 2 mm; l'altezza della pianta va da 1 a 2 dm; il ciclo biologico è perenne; la forma biologica è emicriptofita scaposa (H scap); il tipo corologico è Circumboreale; l'habitat tipico sono le radure boschive, i sentieri e luoghi umidi; in Italia è presente al nord, oppure al sud (è assente al centro) ad una altitudine compresa tra 400 e 1200 m s.l.m..

- SEZIONE E:  le foglie basali sono del tipo imparipennato con almeno 5 segmenti; le foglie cauline sono sempre presenti e ben sviluppate; le foglie sono prive delle orecchiette basali amplessicauli; i petali sono lunghi il doppio del calice;

- Gruppo 1A : le foglie sono divise e i segmenti non differiscono molto tra di loro;

- Gruppo 2A : i petali della corolla sono bilobi all'apice e sono eretti; le piante sono annue e di colore verde glauco;

- Cardamine glauca Sprengel – Billeri glauco : l'altezza della pianta va da 1 a 2 dm; la forma biologica è emicriptofita scaposa (H scap); il tipo corologico è Orofita – Nord Mediterraneo; l'habitat tipico sono le ghiaie e le pietraie; in Italia è presente solo al sud ad una altitudine compresa tra 1500 e 2500 m s.l.m..

- Gruppo 2B : i petali della corolla sono arrotondati all'apice e sono patenti; le piante hanno un rizoma stolonifero e sono di colore verde;

- Gruppo 3A : le silique sono larghe fino a 2 mm; le foglie cauline  sono divise in modo pennato; quelle basali formano una rosetta; le piante sono glabre o con peli semplici; i fusti sono tubulosi e i fiori hanno le antere gialle;

- Gruppo di Cardamine pratensis :

- Subgruppo 1A : la base del fusto è ramoso con rami a loro volta ramificati; i petali della corolla sono bianchi; le foglie cauline sono numerose (da 6 a 12);

- Cardamine hayneana Welw. – Billeri di Mattioli : il fusto presenta una ramosità di tipo corimboso; l'altezza della pianta va da 2 a 5 dm; il ciclo biologico è perenne; la forma biologica è emicriptofita scaposa (H scap); il tipo corologico è Orofita – Sud Est Europeo; l'habitat tipico sono i prati umidi e torbosi; in Italia è presente solo al nord ad una altitudine fino a 1300 m s.l.m..
- Cardamine udicola Jord. – Cardamine dei luoghi umidi : la ramosità del fusto è meno aperta, più raccolta; l'altezza della pianta va da 2 a 5 dm; il ciclo biologico è perenne; la forma biologica è emicriptofita scaposa (H scap); il tipo corologico è Europeo; l'habitat tipico sono gli ambienti acquatici, stagni e paludi; in Italia è rara e si trova solo nel Trentino una altitudine fino a 800 m s.l.m..

- Subruppo 1B : il fusto è semplice; i petali della corolla sono roseo-violetti; le foglie cauline sono poche (da 2 a 7);

- Cardamine granulosa All. – Billeri tuberoso : le radici sono ingrossate all'apice in tuberetti; l'altezza della pianta va da 2 a 4 dm; il ciclo biologico è perenne; la forma biologica è emicriptofita scaposa (H scap); il tipo corologico è Endemico; l'habitat tipico sono i prati umidi; in Italia è presente (ma raramente) al centro ad una altitudine fino a 800 m s.l.m..
- Cardamine pratensis L. – Billeri dei prati : le radici non sono tuberifere; le foglie cauline sono poche (2-4); i segmenti apicali sono maggiori di quelli laterali; (vedere Sezione A, Gruppo 2A).
- Cardamine rivularis Schur. – Billeri delle ripe :  le radici non sono tuberifere; le foglie cauline sono più numerose (4-7); i segmenti sono tutti uguali; l'altezza della pianta va da 2 a 4 dm; il ciclo biologico è perenne; la forma biologica è emicriptofita scaposa (H scap); il tipo corologico è Orofita – Sud Est Europeo; l'habitat tipico sono i prati umidi; in Italia è presente al nord ma è rara ad una altitudine compresa tra 500 e 1600 m s.l.m..

- Gruppo 3B : le silique sono larghe fino a 2 mm; le foglie cauline sono divise in modo pennato; quelle basali non formano una rosetta; le piante sono glabre o con peli semplici; i fusti sono pieni e i fiori hanno le antere violette;

- Cardamine opizii Presl. – Billeri di Opiz :  l'infiorescenza è formata al massimo di 2 – 5 fiori; le foglie possiedono fino a 17 segmenti; l'altezza della pianta va da 2 a 4 dm; il ciclo biologico è perenne; la forma biologica è emicriptofita scaposa (H scap); il tipo corologico è Orofita Alpico - Carpatico; l'habitat tipico sono i luoghi umidi e le sorgenti; in Italia è presente solo sulle Alpi orientali una altitudine compresa tra 1300 e 2000 m s.l.m..
- Cardamine amara L. – Billeri amaro :  l'infiorescenza è formata da molti fiori (9 - 24); le foglie possiedono da 5 a 9 segmenti; l'altezza della pianta va da 2 a 4 dm; il ciclo biologico è perenne; la forma biologica è emicriptofita scaposa (H scap); il tipo corologico è Euroasiatico; l'habitat tipico sono le sorgenti e le rive dei torrenti montani; in Italia è presente al nord e in parte al centro ad una altitudine compresa tra 600 e 2500 m s.l.m..

- Gruppo 1B :  le foglie sono divise con segmenti a forme diverse (quello apicale è reniforme e grande, i segmenti laterali sono più piccoli);

- Cardamine raphanifolia Pourret – Billeri di Calabria : l'altezza della pianta va da 3 a 6 dm; il ciclo biologico è perenne; la forma biologica è emicriptofita scaposa (H scap); il tipo corologico è Orofita – Sud Est Europeo; l'habitat tipico sono i corsi d'acqua; in Italia è presente al centro e al sud ma è rara, fino ad una altitudine di 1500 m s.l.m..

### Sinonimi
Il genere di questa scheda ha avuto nel tempo diverse nomenclature. L'elenco che segue indica alcuni tra i sinonimi più frequenti:
- Dentaria L. (1753) : attualmente è un sub-genere del genere Cardamine.
- Ghinia
- Pteroneurum

## Usi

### Farmacia
Nella medicina popolare si usano i fiori di certe specie per curare l'epilessia e le foglie di altre contro lo scorbuto. 

### Cucina
Minimo è l'impiego in cucina di queste piante. Alcune sono ricordate come piante aromatiche da condimento, ma ora non più utilizzate. Forse ancora usata come alimentazione umana è la giapponese Cardamine yesoensis, le giovani foglie, ma anche i giovani rizomi, servono da alimentazione alle popolazioni degli Ainu delle isole Sachalin e Curili. In America i nativi delle zone nord-orientali usano la Cardamine diphylla come pianta da condimento nella cottura dei cibi (come da noi si usa ad esempio il rosmarino e la salvia).

### Giardinaggio
Le specie di questo genere trovano impiego solamente nel giardinaggio. Tra le specie della nostra flora è la Cardamine pratensis che più facilmente viene coltivata in quanto ha i fiori più grandi e più eleganti. L'impiego è comunque sempre come piante da bordura o ”riempimento”. Si moltiplicano facilmente per divisione del rizoma. Vanno poste in zone fresche e ombreggiate come il sottobosco, ambiente naturale tipico per queste piante. Altre specie che possono trovare spazio in un giardino sono la Cardamine asarifolia, la Cardamine plumieri, la Cardamine trifoliata, la Cardamine alpina, Cardamine bulbifera e forse ancora qualche altra.